# Ngọn đồi Łysa Góra
Łysa Góra [ˈwɨsa ˈɡura] (nằm trên dãy Núi hói, còn được gọi là Lysiec hoặc Swięty Krzyż) là một ngọn đồi nổi tiếng ở vùng núi Świętokrzyskie, Ba Lan. Với chiều cao 595 m (1.952 ft), đó là đỉnh cao thứ hai trong dãy đó (sau Łysica ở mức 612 m hoặc 2.008 ft). Trên sườn núi và trên đỉnh của nó là một số con đường mòn đi bộ đường dài, tàn tích của một bức tường ngoại giáo từ thế kỷ thứ 9, tu viện Benedictine Swięty Krzyż từ thế kỷ thứ 11 (bị phá hủy trong Thế chiến thứ hai, hiện đã được khôi phục một phần) và Tháp Swięty Krzyz. Ngọn núi này cũng nổi bật trong một truyền thuyết địa phương về ngày nghỉ của phù thủy.

## Vị trí

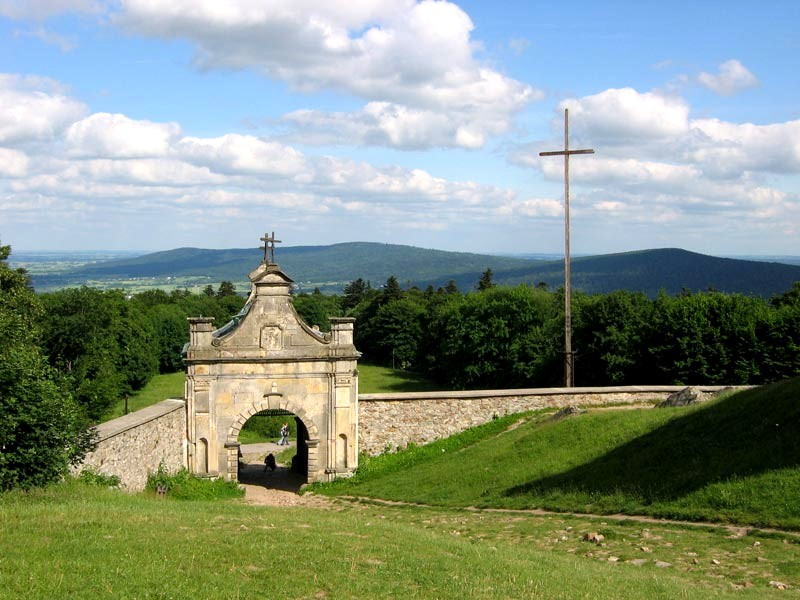
Nông thôn

Lysa Góra, gồm chủ yếu là thạch anh và Cambri đá bảng, nằm ở phía đông của Łysogóry phạm vi, và là đỉnh lớn thứ hai của dãy núi Świętokrzyskie  (sau Łysica). Nó là một đỉnh núi có tiếng trong Vườn quốc gia Świętokrzyski, đó là một điểm quan trọng trong nhiều con đường tham quan của khu vực. Con đường màu xanh đến Pętkowice bắt đầu từ đây và con đường màu đỏ từ Gołoszyce đến Kuźniaki đi qua đây.

## Cảnh quan nổi tiếng

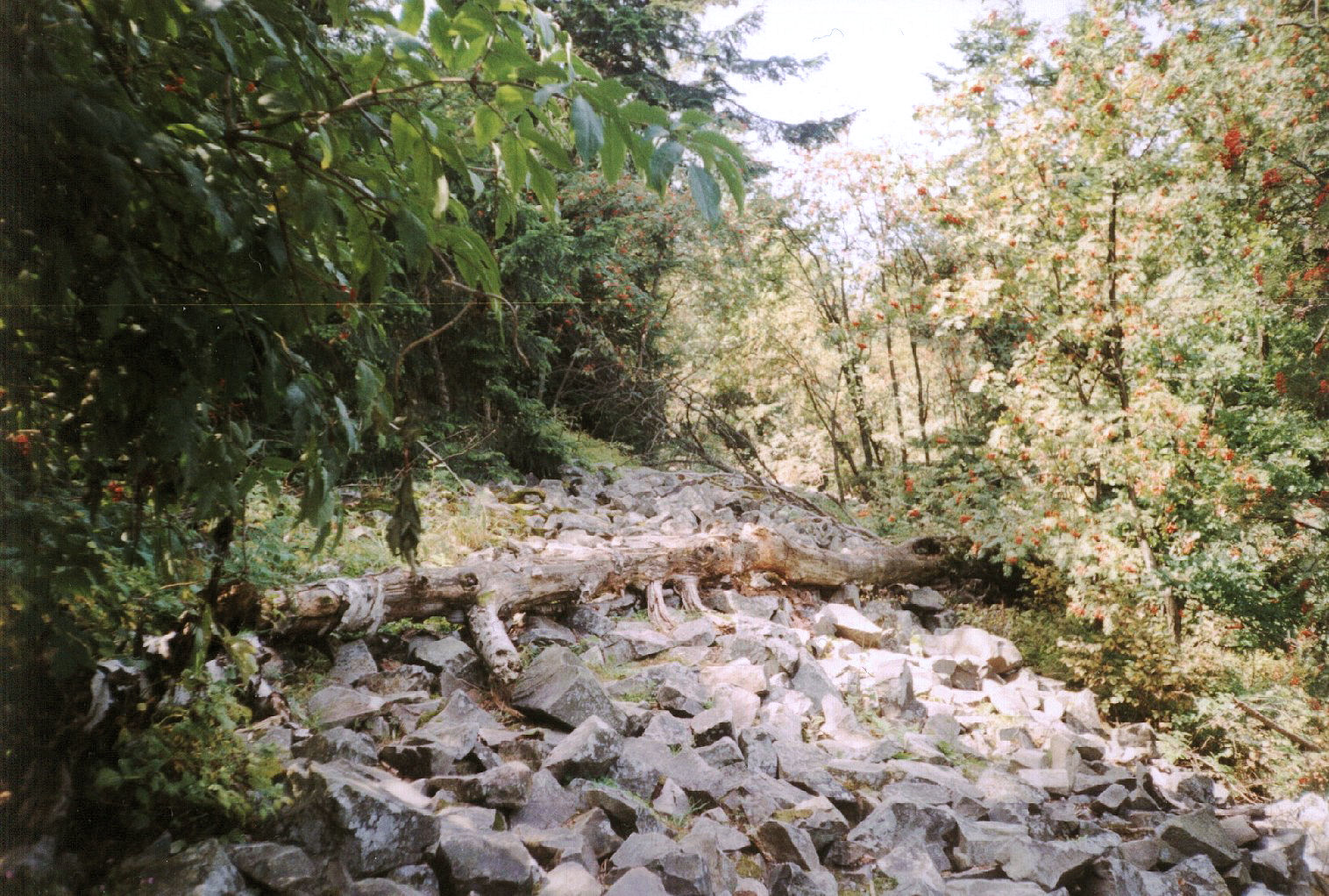
Tàn dư của bức tường ngoại giáo.

Trong thời kỳ tiền sử của Ba Lan, Łysa Góra có khả năng là một ngọn núi linh thiêng và là một ngôi đền thờ ngoại giáo của ba vị thần, được đề cập trong Biên niên sử của Jan Długosz. Vẫn còn một bức tường hình chữ U thạch anh bao quanh phần cao hơn của ngọn đồi, với chiều dài khoảng 1,5   km và chiều cao 2m từ thế kỷ thứ 8-10. Ngôi đền đã bị bỏ hoang sau lễ rửa tội của Ba Lan. Truyền thuyết về ngày nghỉ của phù thủy có khả năng liên quan đến giáo phái cũ. 

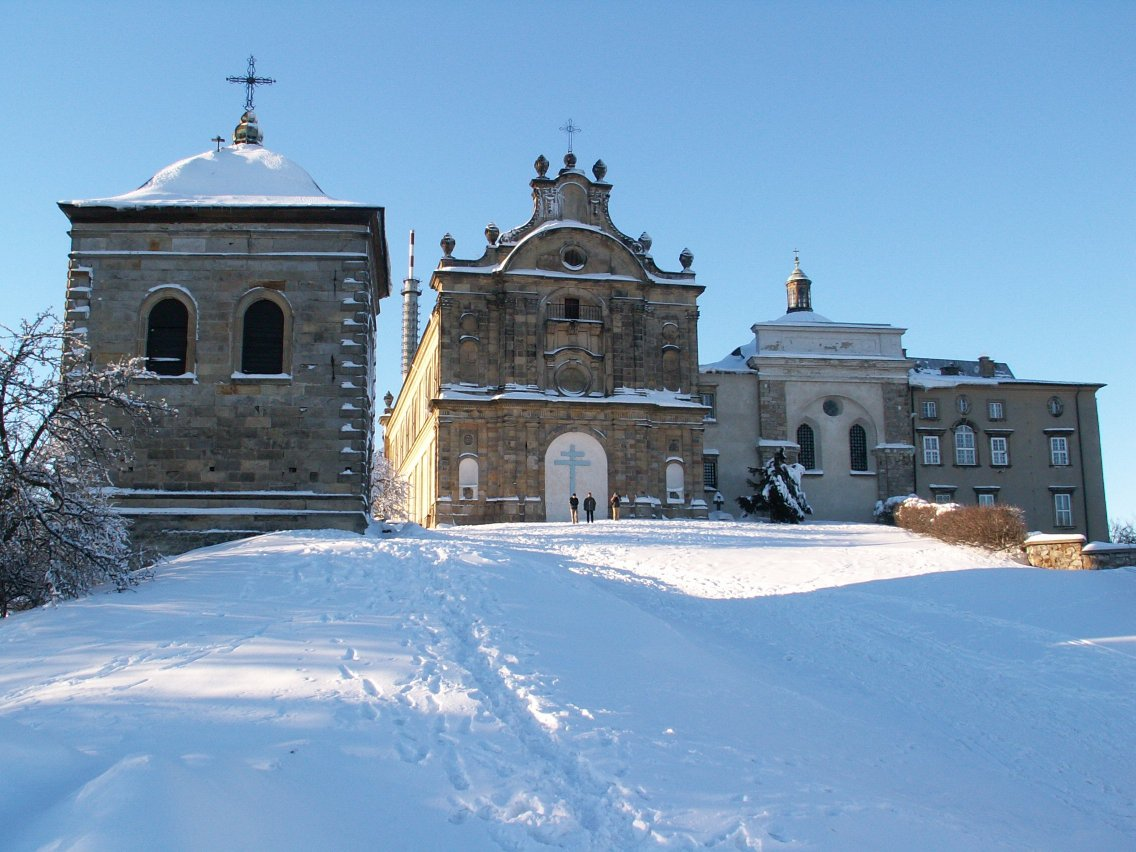
Tu viện vào mùa đông.

Trên trang web của ngôi đền ngoại giáo, tu viện Benedictine của Holy Cross (więty Krzyż) được thành lập (theo một truyền thuyết, vào năm 1006, bởi vua Ba Lan, Bolesław Chrobry, nhưng hầu hết các nguồn cung cấp cho thế kỷ thứ 11). Tu viện được đặt tên theo một mảnh từ Thánh giá của Chúa Kitô được cho là được lưu giữ ở đó, và là nơi thường xuyên hành hương. Tu viện đã bị phá hủy và xây dựng lại nhiều lần trong suốt lịch sử của nó, với sự phá hủy đáng kể nhất diễn ra trong thế kỷ 19 và 20. Sau các phân vùng của Ba Lan, Đế quốc Nga đã tiếp quản tòa nhà vào năm 1819 và chuyển nó thành nhà tù. Một phần được khôi phục trong thời kỳ giữa chiến tranh sau khi Ba Lan giành lại độc lập, nó đã bị Đức Quốc xã tiếp quản và được sử dụng làm nhà tù và nơi hành quyết của các tù nhân chiến tranh Liên Xô (khoảng 6000 người đã chết tại đây). Sau đó, chính phủ cộng sản Ba Lan đã chuyển tòa nhà đến Công viên quốc gia Świętokrzyski, nơi cải tạo một phần của chúng. Hiện tại Vườn quốc gia có một bảo tàng ở trong một số tòa nhà cũ, trong khi một phần đã được tiếp nhận bởi một viện tôn giáo khác. Tu viện, mặc dù đã qua thời kỳ hoàng kim, đã đặt tên cho dãy núi Świętokrzyskie cũng như Swiętokrzyskie Voivodeship. Tu viện cũng giữ một số xác ướp; một trong số đó được đồn đại thuộc về Hoàng tử Jeremi Wiśniowiecki (nhưng thông tin chưa được xác nhận). 

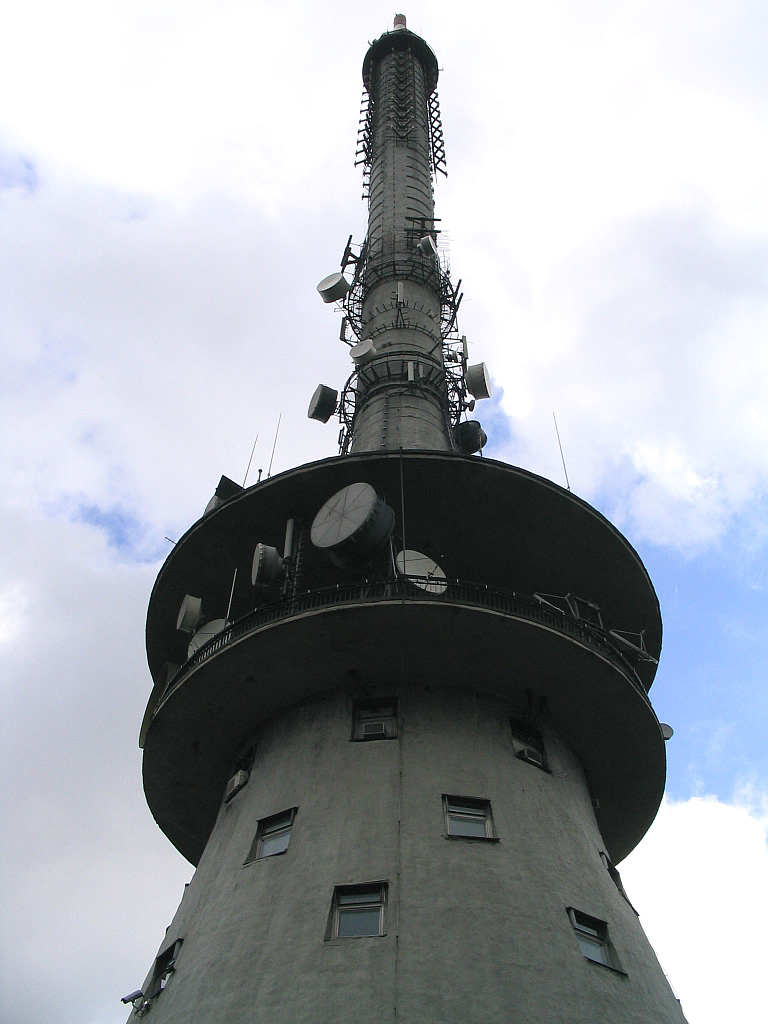
Tháp truyền hình Swiety Krzyż

Một tòa nhà đáng chú ý khác được tìm thấy trên đồi là Tháp truyền hình Święty Krzyż; tháp truyền hình đứng cao nhất ở Ba Lan. Được xây dựng vào năm 1966, đây là một tòa tháp bê tông cao 157 mét.
Các tù nhân Liên Xô bị Đức quốc xã xử tử được chôn cất trong một ngôi mộ tập thể gần đỉnh. Ở dưới cùng của ngọn đồi, có một tượng đài về người Ba Lan đã chết trong vụ thảm sát Katyn.